# Passador

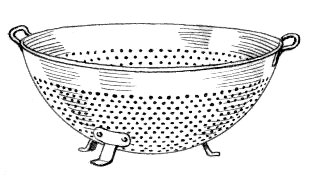
Um passador de metal.

O passador, mais conhecido em Brasil como escorredor, é um utensílio culinário utilizado para separar as partes sólida e líquida dum alimento ou dos ingredientes utilizados para a sua confeção. 
Por exemplo, quando se coze arroz ou massa, é normal retirar-se a água da cozedura com um passador; outra utilidade é deixar escorrer o óleo de fritar ou a água de lavar uma salada.
Geralmente de forma hemisférica, os passadores antigos devem ter sido feitos de barro ou madeira, embora atualmente só se encontrem desses materiais utensílios de coar muito especializados, como a colher de servir azeitonas, os restantes sendo feitos de metal, geralmente alumínio, por ser mais leve.
Embora tenham usos parecidos, passadores ou escorredores não devem ser confundidos com peneiras (dotadas de rede de aço, ou plástico), coadores (peneiras pequenas, usadas para separar o leite da nata, por exemplo) ou coadores de café, que são (filtro) para café, feito de tecido ou papel).